# فرودگاه بوسیت
فرودگاه بوسیت (به انگلیسی: Bosset Airport) یک فرودگاه همگانی با کد یاتا BOT است . این فرودگاه در کشور پاپوآ گینه نو قرار دارد و در ارتفاع ۱۸ متری از سطح دریا واقع شده‌است.

## شرکت‌های هواپیمایی و مقصدهای پروازی
| شرکت‌های هواپیمایی | مقصدهای پروازی   |
| ----------------- | ---------------- |
| Airlines PNG      | Lake Murray، Obo |